# The Good Night
The Good Night es una comedia romántica, la primera película escrita y dirigida por Jake Paltrow y protagonizada por su hermana Gwyneth Paltrow, Penélope Cruz, Martin Freeman, Danny DeVito y Simon Pegg. La película se estrenó en el Festival de Cine de Sundance de 2007.

## Sinopsis
La narración tiene lugar en Londres y Nueva York, donde una antigua estrella del pop (Freeman), que ahora escribe canciones publicitarias para ganarse la vida, sufre una crisis emocional que hace que se replantee su existencia. Decide aprender a tener sueños lúcidos para relacionarse en ellos con la chica que ha idealizado.

## Reparto
- Martin Freeman como Gary.
- Gwyneth Paltrow como Dora.
- Penélope Cruz como Anna.
- Danny DeVito como Mel.
- Simon Pegg como Paul.
- Amber Rose Sealey como Terry.
- Skye Bennett como bailarina.
- Michael Gambon como Alan Weigert.
- Stephen Graham como Victor.
- Lucy DeVito
- Keith Allen
- Jarvis Cocker como él mismo.
- Amanda Abbington como Vivian.

- Datos: Q571480